# Philippe Vigand
Philippe Vigand, né le 6 mai 1957 à Boulogne-Billancourt et mort le 15 novembre 2020 à Levallois-Perret, est un écrivain français atteint du syndrome d'enfermement.

## Biographie
Philippe Vigand naît en 1957 à Boulogne-Billancourt.
En 1990, alors qu’il est contrôleur de gestion, marié et père de deux enfants, il est victime d’un malaise en pleine rue et tombe au sol.
Il se réveille après un mois et demi de coma, atteint du Locked-in syndrom ou syndrome d’enfermement. Alors que son cerveau est intact, son corps est totalement paralysé, à l’exception de ses paupières, et il a également perdu l’usage de la parole.
Il communique alors grâce aux mouvements de ses paupières et décide par la suite de s’en servir pour écrire plusieurs romans auto-biographiques.
Philippe Vigand raconte dans ses romans sa situation avec humour, autodérision et vérité.
Il a un troisième enfant avec son épouse. Il meurt en 2020, à l'âge de 63 ans.

## Œuvre
- Putain de silence, éd. Anne Carrière, 1997.
- Promenades immobiles, éd. Anne Carrière, 2000.
- Meaulne, mon village, éd. Anne Carrière, 2004.
- Légume vert, éd. Anne Carrière, 2011.
- Monsieur Matra, mon grand-père, 2018.